# Nathan Zuckerman
Nathan Zuckerman è un personaggio immaginario che compare, nel ruolo di narratore o protagonista, in numerosi romanzi dello scrittore statunitense di origine ebraica Philip Roth.

## Apparizioni di Zuckerman
La prima comparsa di Nathan Zuckerman avviene in La mia vita di uomo (My life as a man, 1974), nel ruolo di alter ego letterario dello scrittore Peter Tarnpool, a sua volta alter ego di Roth. La sua prima apparizione da protagonista avviene in Lo scrittore fantasma, nel 1979. Il romanzo parla della visita del giovane scrittore Zuckerman al suo idolo E. I. Lonoff, affermato narratore che vive in reclusione volontaria con la moglie ed una misteriosa studentessa in una baita. Lonoff viene identificato da certa critica con Bernard Malamud.
Sia nello Scrittore Fantasma sia nel successivo Zuckerman scatenato (1981), Roth esplora attraverso il suo alter ego il problema dell'identità, e affronta le reazioni della famiglia e della comunità cui appartiene alle sue opere. Carnovsky, il controverso romanzo che porta Zuckerman al successo, può essere visto come il corrispettivo del Lamento di Portnoy.
Negli anni ottanta Zuckerman scompare, per far posto a romanzi dal più esplicito contenuto autobiografico, per poi tornare con la trilogia americana, nei romanzi storici Pastorale americana (1997), Ho sposato un comunista (1998) e La macchia umana (2000), questa volta nel ruolo di narratore. L'ultimo romanzo di Philip Roth con Zuckerman protagonista (Exit Ghost, 2007), è stato pubblicato in Italia con il titolo Il fantasma esce di scena nel settembre del 2008.

## Curiosità
- Nathan Zuckerman appare nel romanzo La terra sotto i suoi piedi di Salman Rushdie. Il romanzo è ambientato in un mondo popolato da alter-ego letterari.

## Elenco di libri con Nathan Zuckerman

### Come protagonista
- La mia vita di uomo (My life as a man, 1974)
- Zuckerman scatenato (Zuckerman Unbound, 1981)
- La lezione di anatomia (The Anatomy Lesson, 1983)
- La controvita (The Counterlife, 1986)

### Come narratore e protagonista
- Lo scrittore fantasma (The Ghost Writer, 1979)
- L'orgia di Praga (The Prague Orgy, 1985)
- Il fantasma esce di scena (Exit ghost, 2007)

### Come narratore
- Pastorale americana (American Pastoral, 1997)
- Ho sposato un comunista (I Married a Communist, 1998)
- La macchia umana (The Human Stain, 2000)

## Riduzioni cinematografiche
- La macchia umana (2003), regia di Robert Benton, con Anthony Hopkins e Nicole Kidman. La parte di Zuckerman è interpretata da Gary Sinise.
- American Pastoral (2016), regia di Ewan McGregor. Zuckerman è interpretato da David Strathairn.